# Epicratinus petropolitanus
Epicratinus petropolitanus là một loài nhện trong họ Zodariidae.
Loài này thuộc chi Epicratinus. Epicratinus petropolitanus được Cândido Firmino de Mello-Leitão miêu tả năm 1922.